# 2100 Ra-Shalom
2100 Ra-Shalom là một tiểu hành tinh được Eleanor F. Helin phát hiện năm 1978, trong nhóm tiểu hành tinh Aten sau khi phát hiện ra 2062 Aten năm 1976